# Zitti e buoni
Zitti e buoni (italienisch für „Leise und brav“) ist ein Rocksong der italienischen Band Måneskin aus dem Jahr 2021. Die Gruppe siegte damit im selben Jahr beim Sanremo-Festival und beim Eurovision Song Contest.

## Entstehung
Das Lied war bereits einige Jahre vor der Sanremo-Teilnahme der Band entstanden und anfangs als Ballade konzipiert. Für das Studioalbum Teatro d’ira – Vol. I wurde es zu einem härteren Rocksong umgeschrieben. Musik und Text stammen von den vier Bandmitgliedern, Produzent war Fabrizio Ferraguzzo.

## Veröffentlichung
Das Musikvideo zu Zitti e buoni erschien am 3. März 2021, zwei Tage später die Single. Das Video entstand unter der Regie von Simone Peluso. Nach dem Sieg beim Sanremo-Festival erschien der Titel auf dem Album der Band mit dem Titel Teatro d’ira – Vol. I. Die sogenannte „Eurovision Version“ wurde am 16. März veröffentlicht. Diese war nötig, um den Regeln des Eurovision Song Contest zu entsprechen, die nur Titel mit einer Länge von bis zu drei Minuten zulassen. Weiterhin mussten zwei Textstellen geändert werden, da diese Kraftausdrücke enthielten, die ebenfalls nicht zugelassen sind.

## Teilnahme am Sanremo-Festival 2021
Die Teilnahme von Måneskin am Sanremo-Festival 2021 mit Zitti e buoni wurde am 17. Dezember 2020 bekanntgegeben. Die Band präsentierte das Lied erstmals am ersten Abend des Festivals. Rasch wurden Plagiatsvorwürfe laut, da Ähnlichkeiten mit dem Stück F.D.T. der italienischen Gruppe Anthony Laszlo aus dem Jahr 2015 festgestellt wurden; die Vorwürfe konnten aber noch während des Festivals durch ein technisches Gutachten im Auftrag von Sony Music entkräftet werden.
In einer kombinierten Abstimmung aus demoskopischer Jury, Orchester, Pressejury und Televoting erreichte das Lied im Sanremo-Finale am 6. März 2021 die Endrunde der besten Drei. Dort konnte sich Zitti e buoni schließlich mit über 40 % der Stimmen (demoskopische Jury, Pressejury und Televoting) durchsetzen, vor den Beiträgen von Francesca Michielin und Fedez (30 %) sowie Ermal Meta (28 %). Dadurch qualifizierte sich die Band mit dem Song auch für den Eurovision Song Contest 2021.

## Musik und Text
Die Musik ist sehr gitarrenlastig, setzt aber (in der Sanremo-Liveversion) auch Streicher ein. Gesang und Sprechgesang wechseln sich ab.
Der Text des Liedes drückt die Wut und Rebellion junger Generationen gegenüber dem Unverständnis und der Geringschätzung aus, die ihnen von Älteren entgegengebracht werden. Er ist ein Aufruf, das eigene Anderssein zu verteidigen (Siamo fuori di testa, ma diversi da loro, „Wir sind verrückt, aber anders als sie“) und nicht einfach „still und brav“ zu bleiben.

## Beim Eurovision Song Contest
Wie üblich erhielt der Sieger des Sanremo-Festivals die Möglichkeit, für Italien am Eurovision Song Contest 2021 teilzunehmen. Alle Teilnehmer mussten im Vorfeld angeben, ob sie diese Möglichkeit nutzen wollten. Kurz nach ihrem Sieg beim Sanremo-Festival erklärte die Band, dass sie Italien beim kommenden Eurovision Song Contest vertreten werde. Als Teil der sogenannten „Big Five“ war Italien bereits für das Finale des Wettbewerbs qualifiziert. In einer Pressekonferenz am 15. Mai 2021 wurde der Band durch eine Auslosung die zweite Hälfte des Finales zugeteilt. Am 21. Mai wurde festgelegt, dass Måneskin an 24. Stelle von insgesamt 26 Wettbewerbsteilnehmern auftreten werde.
Im Finale des Eurovision Song Contest am 22. Mai erhielt Italien insgesamt 524 Punkte, wobei 318 Punkte aus der Telefonabstimmung resultierten und 206 Punkte von den Jurys kamen. Somit gewann die Gruppe vor den Beiträgen Voilà aus Frankreich und Tout l’univers aus der Schweiz.

## Kommerzieller Erfolg

### Chartplatzierungen
Nach dem Sanremo-Sieg erreichte die Single Platz zwei der italienischen Charts. Nach dem Sieg beim ESC nahm ihre Popularität auch international zu, in den Spotify-Streamingcharts stieg sie in der Folge auf Platz 9 ein. Dies war das erste Mal, dass eine italienische Single dort in die weltweiten Top 10 kam.
| ChartsChartplatzierungen     | Höchstplatzierung | Wochen |
| ---------------------------- | ----------------- | ------ |
| Deutschland (GfK)            | 9 (11 Wo.)        | 11     |
| Italien (FIMI)               | 2 (56 Wo.)        | 56     |
| Österreich (Ö3)              | 2 (13 Wo.)        | 13     |
| Schweiz (IFPI)               | 2 (16 Wo.)        | 16     |
| Vereinigtes Königreich (OCC) | 17 (9 Wo.)        | 9      |

| ChartsJahrescharts (2021) | Platzierung |
| ------------------------- | ----------- |
| Italien (FIMI)            | 4           |
| Österreich (Ö3)           | 72          |
| Schweiz (IFPI)            | 67          |

### Auszeichnungen für Musikverkäufe
| Land/Region                  | Auszeichnungen für Musikverkäufe (Land/Region, Auszeichnung, Verkäufe) | Verkäufe  |
| ---------------------------- | ---------------------------------------------------------------------- | --------- |
| Belgien (BRMA)               | Platin                                                                 | 40.000    |
| Brasilien (PMB)              | Platin                                                                 | 40.000    |
| Dänemark (IFPI)              | Gold                                                                   | 45.000    |
| Deutschland (BVMI)           | Gold                                                                   | 200.000   |
| Finnland (IFPI)              | Platin                                                                 | 40.000    |
| Frankreich (SNEP)            | Gold                                                                   | 100.000   |
| Griechenland (IFPI)          | 3× Platin                                                              | 60.000    |
| Irland (IRMA)                | Platin                                                                 | 15.000    |
| Italien (FIMI)               | 5× Platin                                                              | 350.000   |
| Mexiko (AMPROFON)            | Gold                                                                   | 70.000    |
| Niederlande (NVPI)           | Gold                                                                   | 40.000    |
| Norwegen (IFPI)              | Platin                                                                 | 60.000    |
| Österreich (IFPI)            | Platin                                                                 | 30.000    |
| Polen (ZPAV)                 | 2× Platin                                                              | 100.000   |
| Portugal (AFP)               | Gold                                                                   | 5.000     |
| Russland (NFPF)              | 5× Platin                                                              | 50.000    |
| Schweden (IFPI)              | 2× Platin                                                              | 160.000   |
| Schweiz (IFPI)               | Platin                                                                 | 20.000    |
| Spanien (Promusicae)         | Platin                                                                 | 60.000    |
| Türkei (Mü-YAP)              | Gold                                                                   | 25.000    |
| Vereinigtes Königreich (BPI) | Silber                                                                 | 200.000   |
| Insgesamt                    | 1× Silber · 8× Gold · 24× Platin ·                                     | 1.710.000 |

Hauptartikel: Måneskin/Auszeichnungen für Musikverkäufe